# Adelsö vandringsled

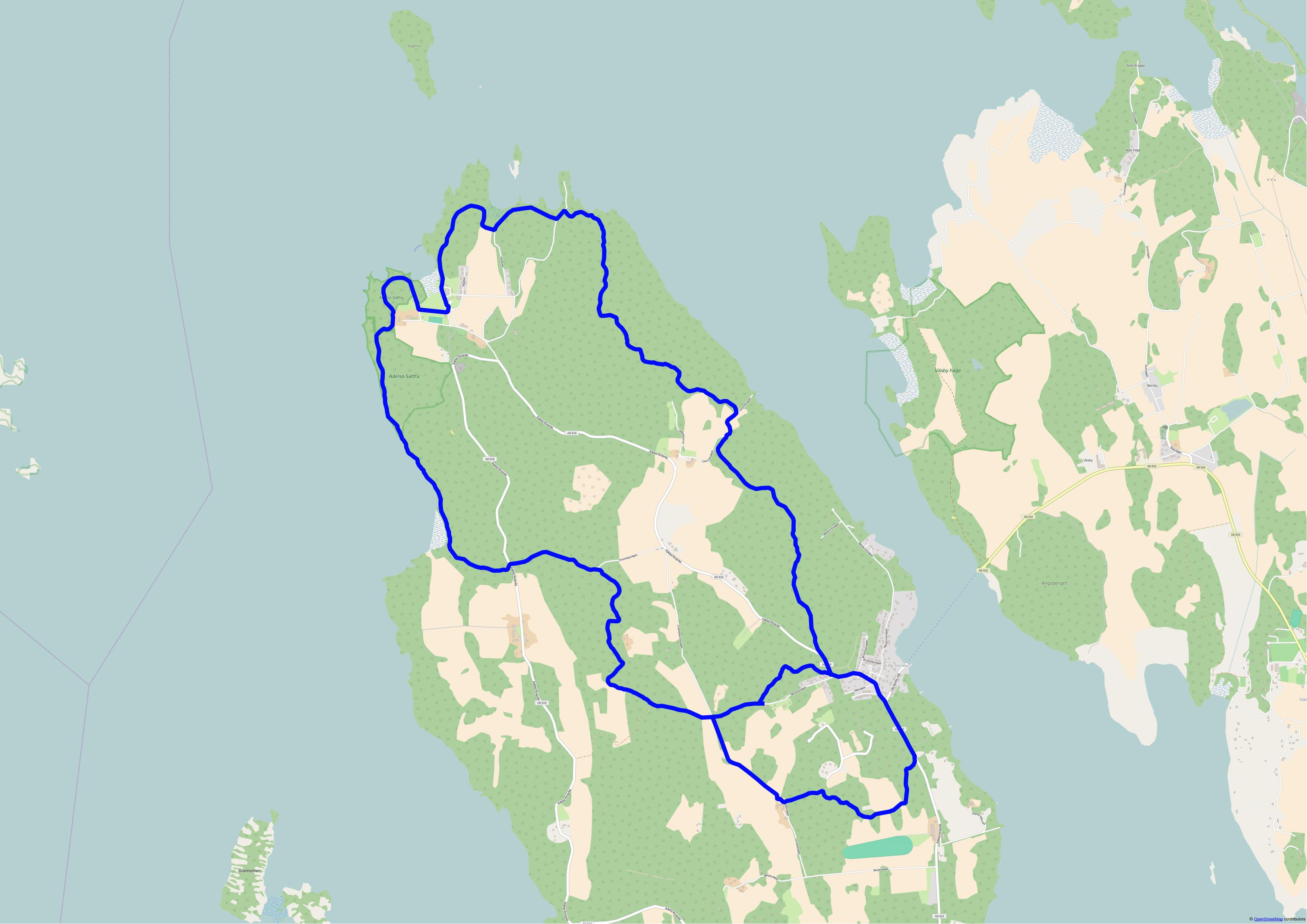
Adelsö Vandringsled

Adelsö vandringsled är en cirka 16 kilometer lång vandrings- och promenadstig som går i en slinga runt norra Adelsön i Ekerö kommun.

## Beskrivning
Vandringsleden börjar och slutar nära orten Lilla Stenby där Adelsöledens bilfärja lägger till. Med en omväg förbi Grindby till Skansbergets fornborg blir leden cirka två kilometer längre. Adelsö vandringsled anlades av Adelsö Föreningsråd och är markerad med blåa plåtbrickor eller färgklickar på träd, stenar och skyltar. 
Längs med leden ligger flera forntida  gravfält och fornborgar. I nordväst passerar man förbi den historiska gården Sättra med rötter tillbaka till 1600-talet och genom Adelsö-Sättra naturreservat med gammal, orörd skog. I Byviken, nära Sättra finns en badplats. I nordost ligger det vikingatida Kunsta med Adelsöns högsta berg, Kunstaberget, vars topp ligger 53,3 meter över havet. På toppen finns ett utsiktstorn från vilken man har milsvid utsikt över Mälaren mot norr.
Adelsö vandringsled öppnas traditionsenligt varje år på Kristi himmelfärdsdag, bland annat bjuder hembygdslaget på mjöd på gravfältet vid Kunsta och Adelsö IF serverar fisksoppa hos fiskare Roland Widlund i Sättra, arrangör är Adelsö Föreningsråd.

## Bilder

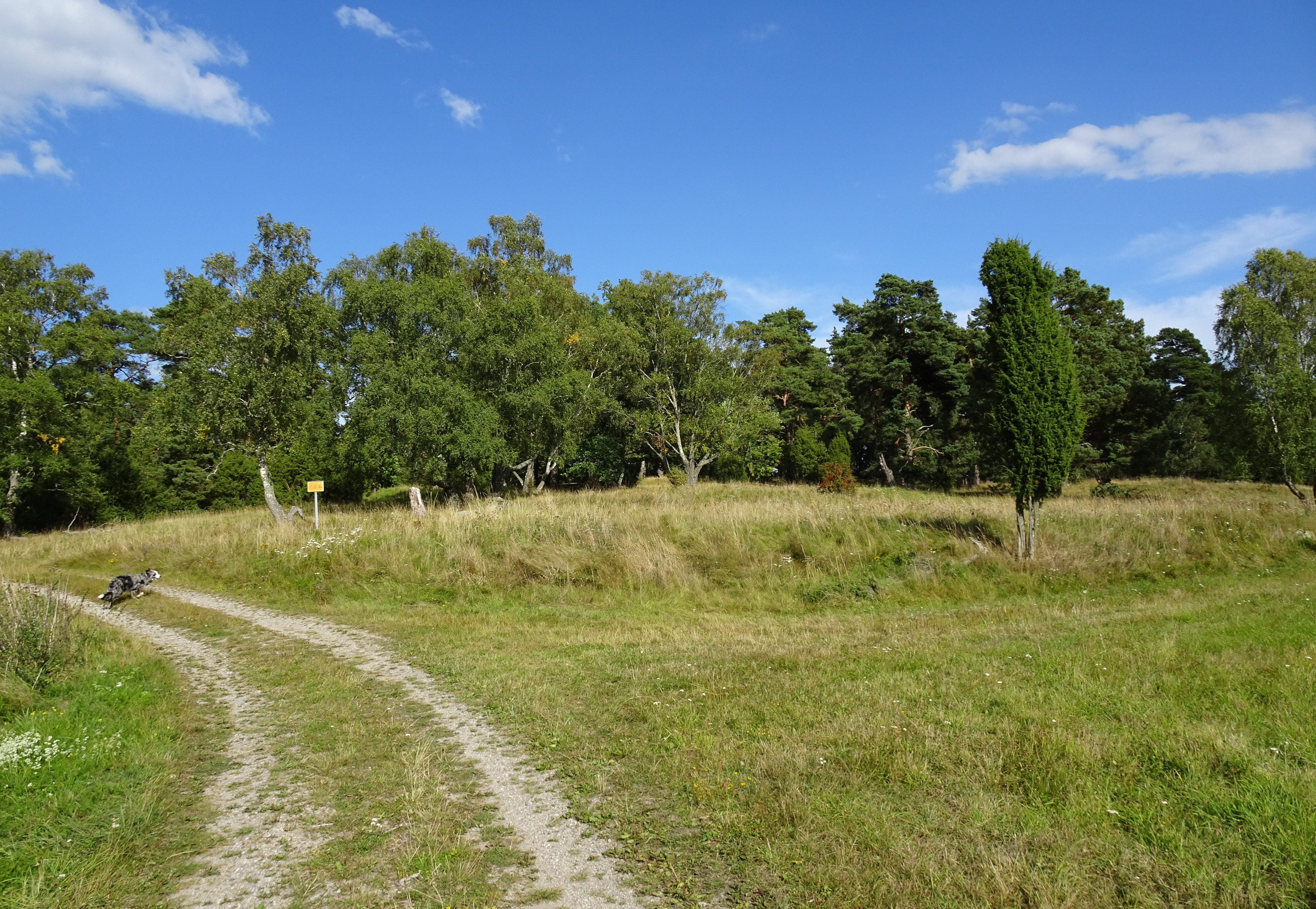
Gravfält Kunsta, RAÄ-nummer Adelsö 79:1
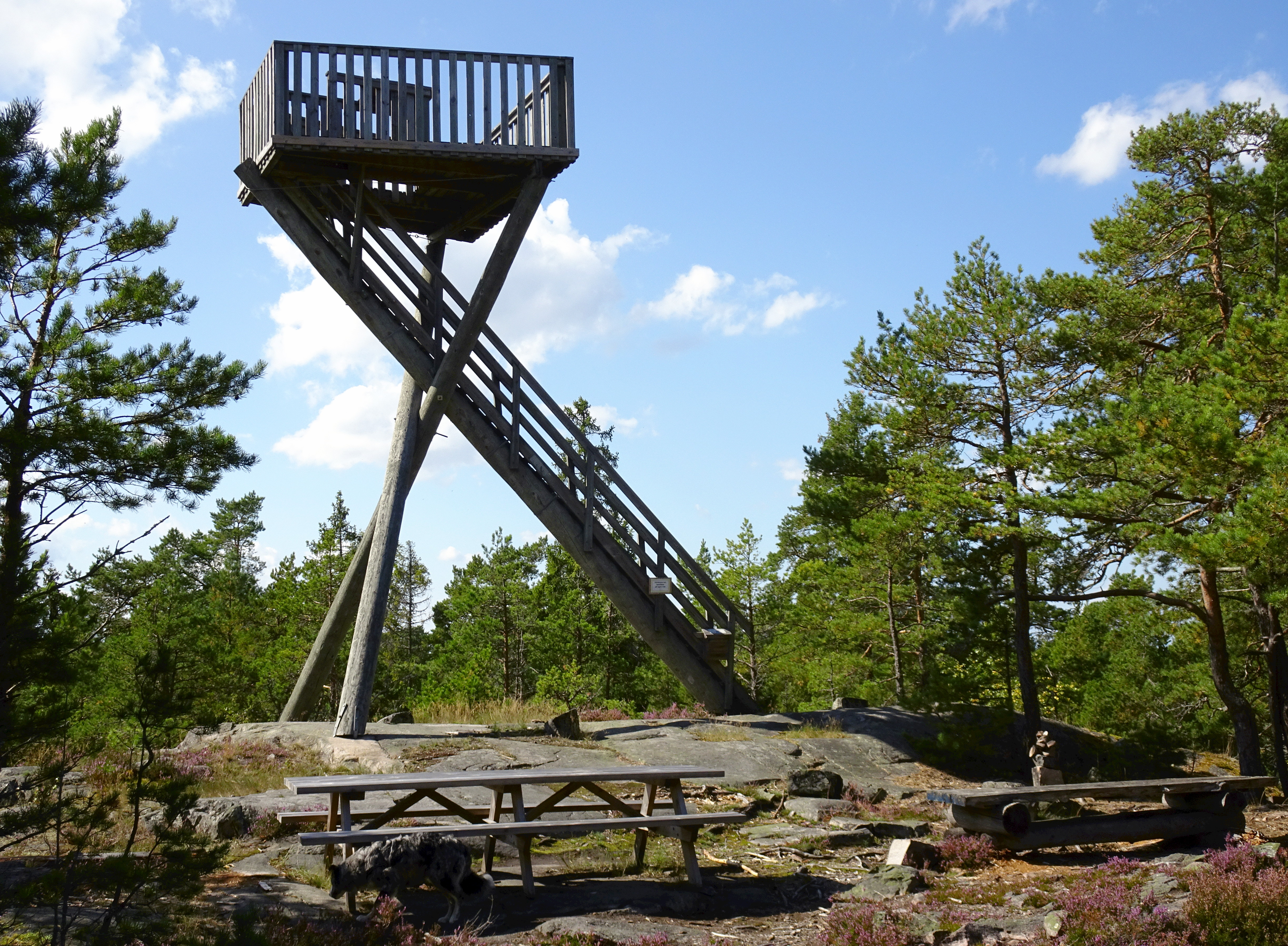
Kunstabergets utsiktstorn
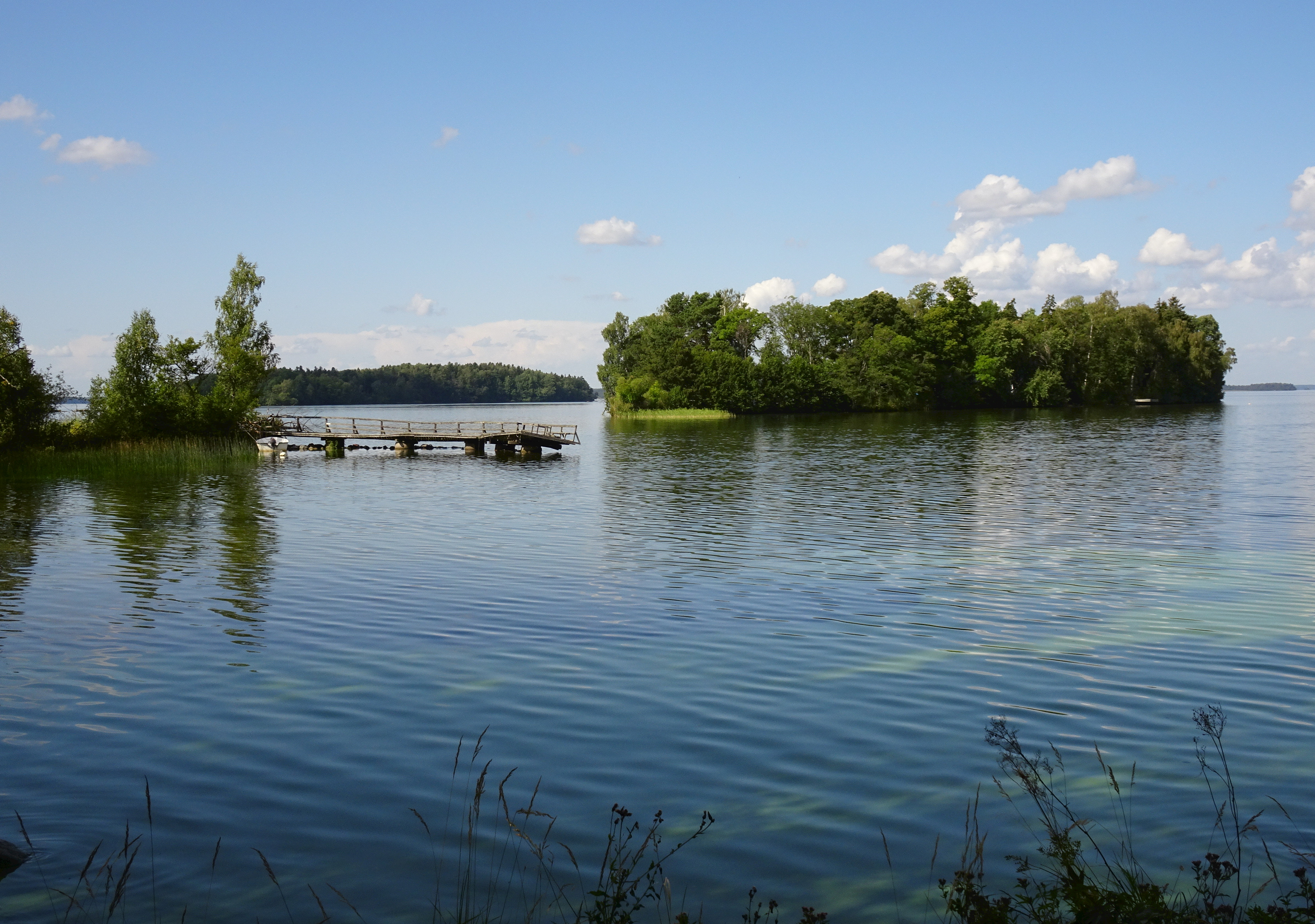
Adelsöns norra udde med ön Ängskär
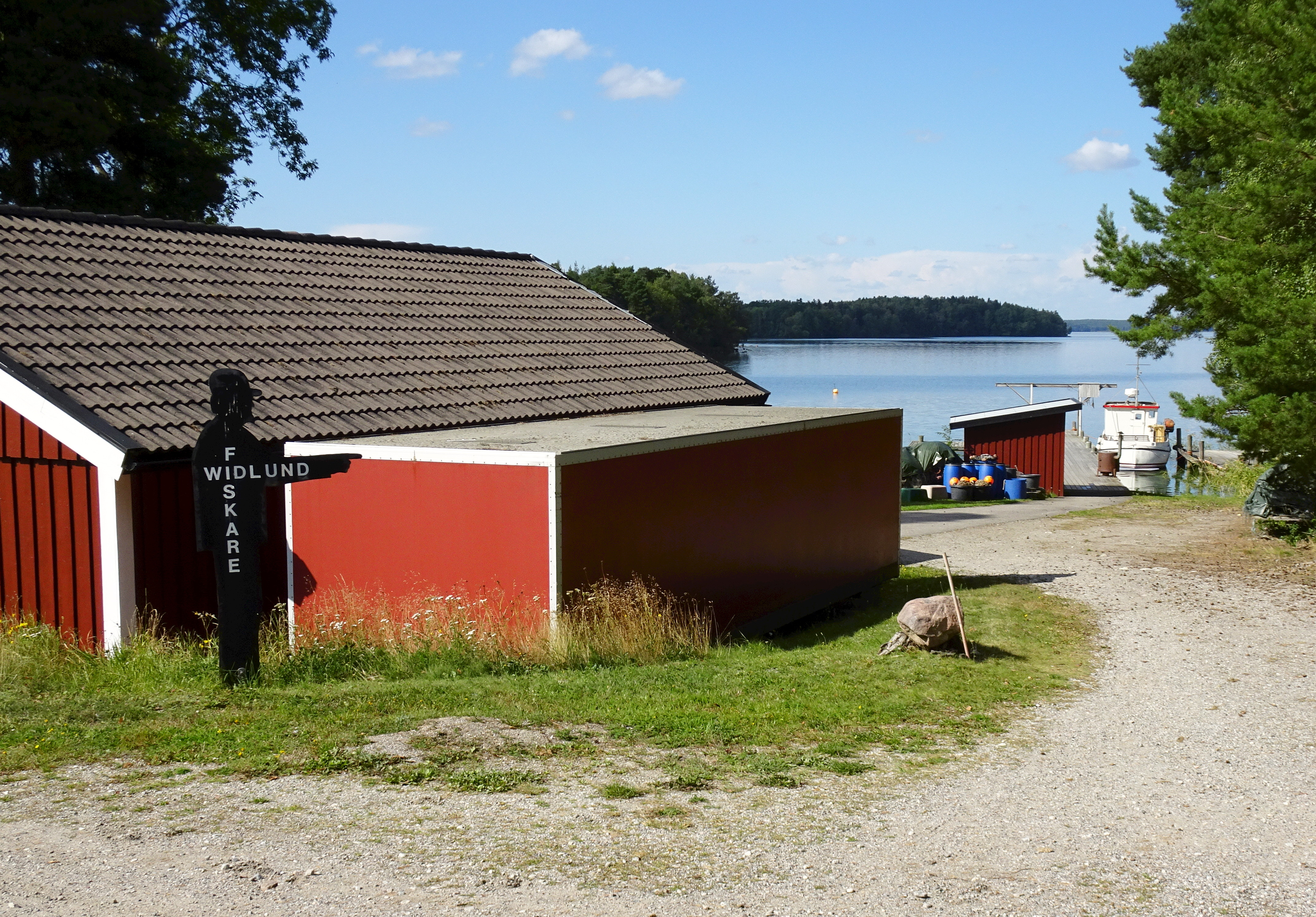
Fiskare Widlund på norra Adelsön

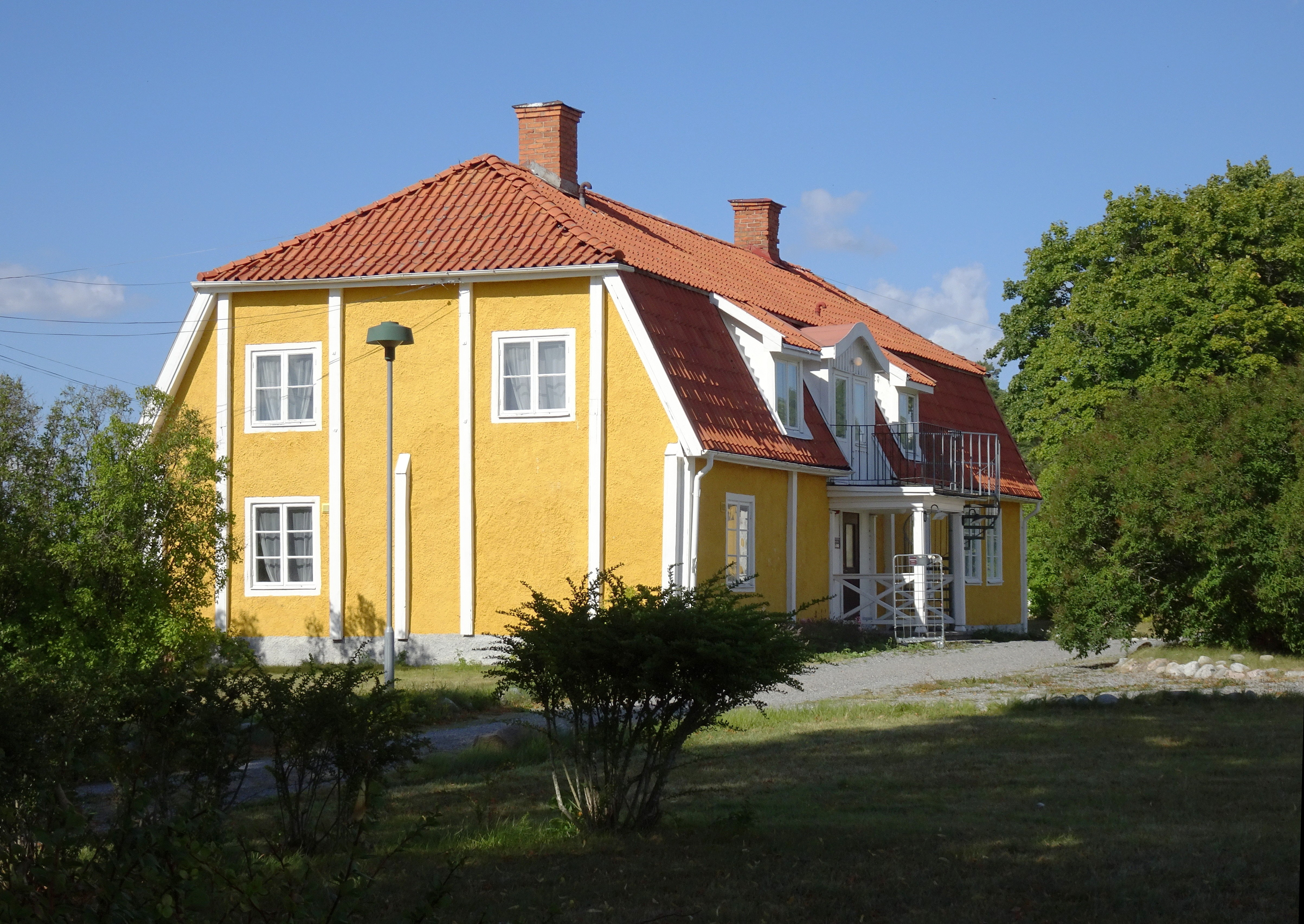
Sättra gård
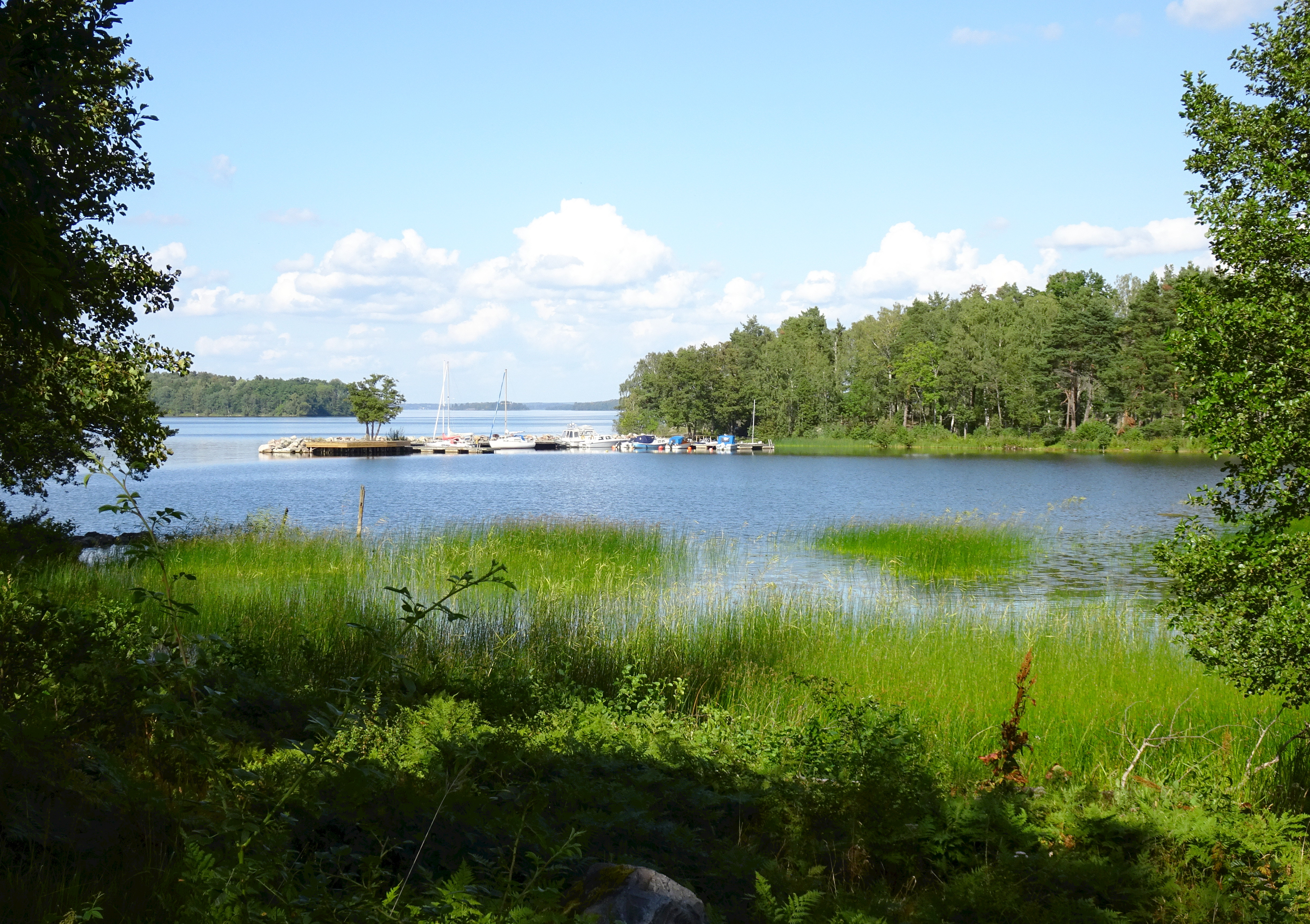
Byviken vid Sättra gård
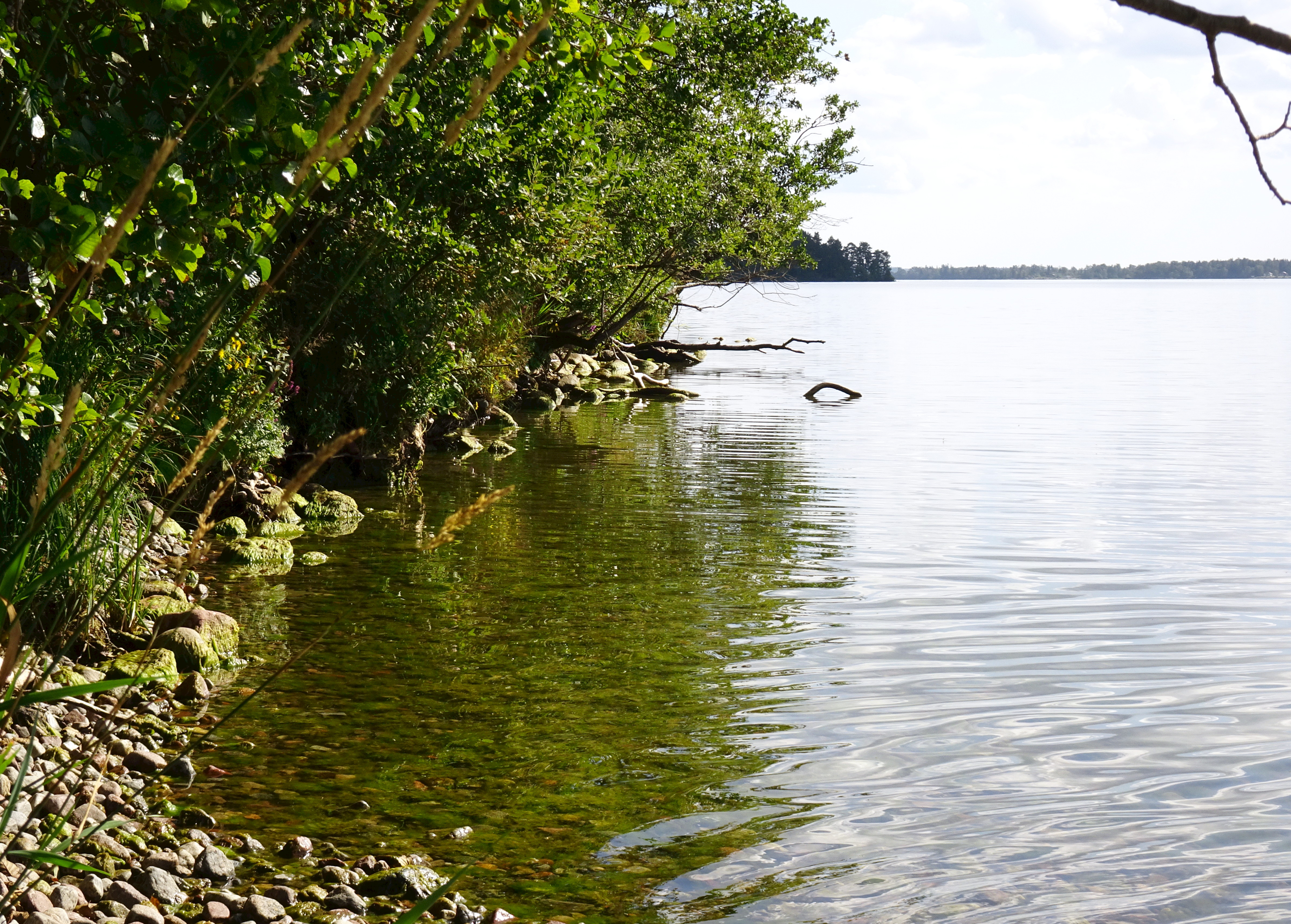
Mälaren vid Adelsö-Sättra naturreservat
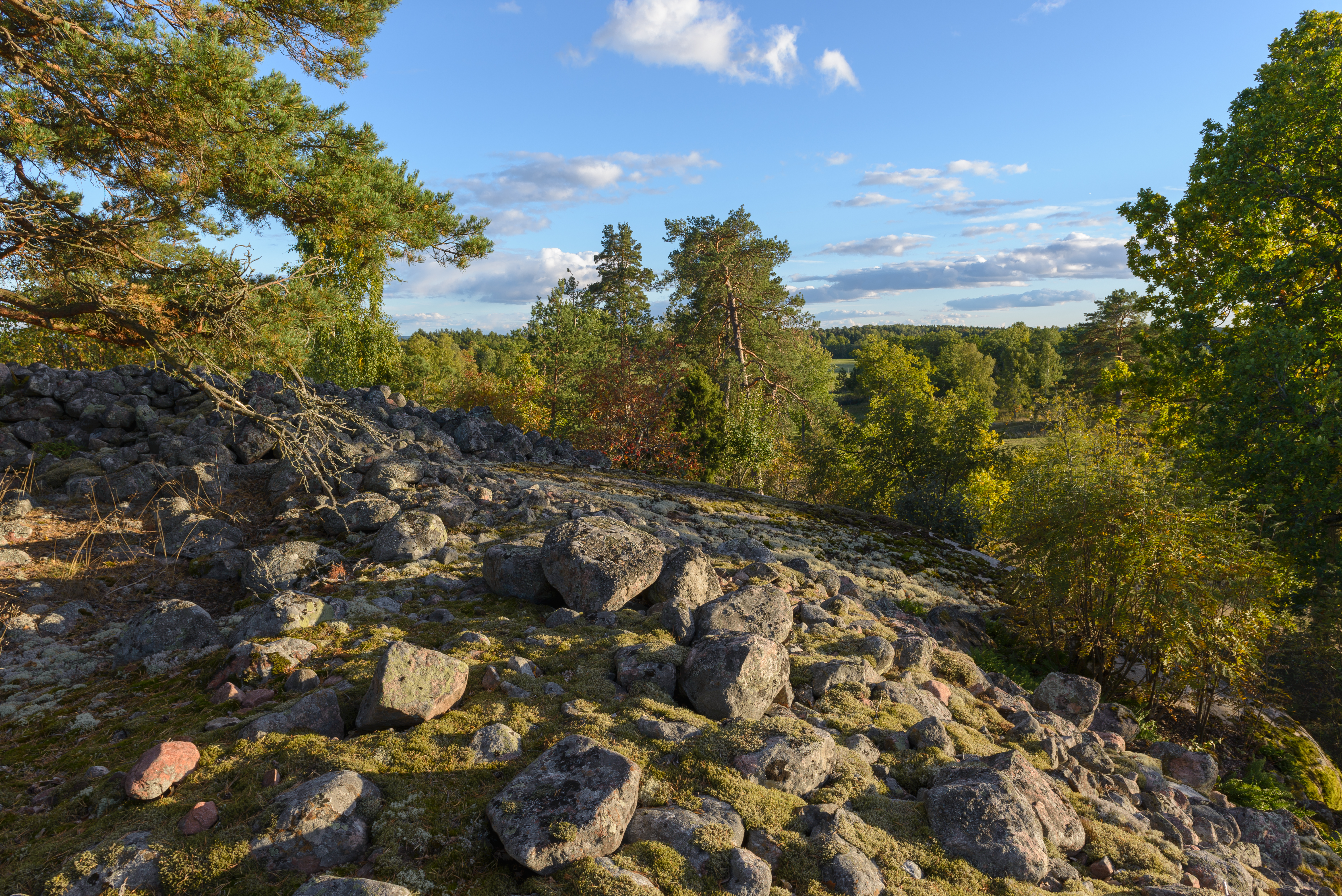
Skansbergets fornborg